# Antonio López Guerrero
Antonio López Guerrero (nascut a Benidorm, Alacant el 13 de setembre del 1981) és un futbolista professional valencià, ja retirat. Va ser internacional amb la selecció espanyola.

## Trajectòria esportiva
El 27 d'agost de 2009 fou suplent en el partit de la Supercopa d'Europa 2010 en què l'Atlético de Madrid es va enfrontar a l'Inter de Milà, i va guanyar el títol, per 2 a zero.

## Palmarès

### Atlético de Madrid
- Lliga Europa de la UEFA (2009-10)
- Supercopa d'Europa de futbol (2010)[2]